# Ключевая (Забайкальский край)
Ключевая — село в Оловяннинском районе Забайкальского края России. Входит в состав сельского поселения «Долгокычинское».

## География
Село находится в северо-восточной части района, на левом берегу реки Долгокычи (приток реки Турги), на расстоянии примерно 59 километров (по прямой) к северо-востоку от посёлка городского типа Оловянная.
Климат
Климат характеризуется как резко континентальный, с большими колебаниями средних температур зимних и летних месяцев, а также резкими колебаниями температур в течение одних суток. Среднегодовая температура воздуха составляет −1,4 °С. Абсолютный максимум температуры воздуха — 39,2 °С; абсолютный минимум — −45,5 °С. Среднегодовое количество осадков — 342 мм.
Часовой пояс
Село Ключевая находится в часовой зоне МСК+6. Смещение применяемого времени относительно UTC составляет +9:00.

## История
Основано в 1929 году.

## Население
| 2010 | 2021 |
| ---- | ---- |
| 65   | ↘63  |

Половой состав
По данным Всероссийской переписи населения 2010 года в гендерной структуре населения мужчины составляли 58,5 %, женщины — соответственно 41,5 %.
Национальный состав
Согласно результатам переписи 2002 года, в национальной структуре населения русские составляли 93 % из 28 чел.

## Улицы
Уличная сеть села состоит из одной улицы (ул. Центральная).